# Municipio de Piaxtla
El municipio de Piaxtla se localiza en la parte sureste del estado mexicano de Puebla, a aproximadamente 1100 m s. n. m. (metros sobre el nivel del mar). Su ubicación geográfica es en la longitud 98° 15′ O, y la latitud 18° 12′ N. Su comunicación principal es la carretera estatal que entronca con el vecino municipio de Ahuehuetitla, y por la carretera panamericana que atraviesa el municipio de norte a sur, pasando por la cabecera municipal.

## Historia
El nombre proviene de los vocablos aztecas piaztlic, que significa ‘cosa larga’, y tlalli, ‘tierra’, de lo cual resulta Piaztla, cuyo significado sería ‘tierra larga’, es decir, ‘tierra con grandes dimensiones o de considerable longitud’. La palabra Piaztla se transformó, a través de los años, a Piaxtla.
El municipio estuvo conformado originalmente por 480 familias indígenas, y 16 mestizas y españolas. Fue un asentamiento popoloca, nahua y mixteco, los habitantes eran tributarios de los aztecas y, en la época de la Nueva España cuando fueron sometidos por los españoles estuvieron encomendados a Francisco de Olmos, en el año de 1531 la encomienda pasó a ser parte de la corona. En 1532 subió a corregimiento y en el año de 1558 fue nombrada alcaldía mayor, hasta que fue reconocido como municipio libre el 27 de mayo de 1837.

## Ubicación
El municipio de Piaxtla está en la parte sur-oriente del estado de Puebla. Se encuentra a 1100 m s. n. m. (metros sobre el nivel del mar). Su ubicación geográfica es en la longitud 98° 15′ O, y la latitud 18° 11′ N. Su comunicación principal es la carretera estatal que entronca con el vecino municipio de Ahuehuetitla, y por la carretera panamericana que atraviesa el municipio de norte a sur, pasando por la cabecera municipal.

## Leyenda de la Virgen Santa María de la Asunción
Los ancianos sabios de la comunidad hacen mención de la llegada de la patrona del pueblo llamada Santa María Virgen de la Asunción («María», de origen hebreo: ‘la elegida’, ‘la amada por Dios’; «asunción», de origen latino, del latín ‘atraer’).
Tras el año de 1603, un 14 de agosto unos peregrinos eran los encargados de trasladar a la Virgen Santa María de la Asunción, hacia el municipio de Huamuxtitlan Laguna, Guerrero, dirigiéndose por el camino real, deteniéndose a descansar en un lugar llamado «Tierra de la Virgen», pero el tiempo predestinaba una tormenta, lo cual en el transcurso del atardecer comenzó a llover fuertemente, los hombres que llevaban al santísimo se refugiaron bajo un árbol, pero viendo que la tormenta no cedía decidieron buscar un refugio más seguro llegando al un curato secular de la Parroquia de Piaxtla. En el cual no había sacerdote y lo asistían los párrocos del municipio de Acatlán de Osorio. Pasada la tempestad los hombres encargados de transportar dicha virgen decidieron partir, pero mientras más trataban de avanzar y aguantar a la imagen se hacía más y más pesada, por lo cual decidieron venderla a Doña Catalina quién la compró por cinco maquilas de oro.
El templo parroquial data del siglo XVI, en su fachada se puede observar un águila bicéfala, que es el antiguo símbolo solar usado en heráldica, aparece en el escudo de armas de Carlos V, emperador del Sacro Imperio, entre 1519 y 1558, y representa los imperios de Roma y Bizancio, una cabeza mira al Occidente y la otra al Oriente.

## Personajes históricos
Entre los personajes históricos principales de Piaxtla se encuentran el capitán 1.º de las fuerzas zapatistas Juan Eladio García Tobón, el general zapatista Jesús Chávez Carrera, y Crescencio García, que junto a Bernardino García (originario de Tehuitzingo) y José María Zafra (originario de Chinantla) rescataron a Porfirio Díaz cuando este se encontraba detenido por los franceses en la ciudad de Puebla, en el edificio del Carolino.

## Actualidad
Según el último censo de población del INEGI, del año 2010, había un total de 4585 habitantes en 1270 hogares, de los cuales 894 estaban con jefatura masculina y 376 con jefatura femenina, por la migración de los hombres hacia los Estados Unidos. Solamente 1136 viviendas tenían un piso diferente a tierra, 951 disponían de agua potable, y 1117 hogares contaban con drenaje.